# Франсуа Буске
Франсуа Буске (фр. François Bousquet; нар. 8 червня 1968, Париж) — це французький журналіст, есеїст і видавець. Відноситься до ультраправих, тісно співпрацює з Патріком Бюссоном та Аленом де Бенуа, з вересня 2017 року є головним редактором журналу Éléments. З липня 2018 року він також керує La Nouvelle Librairie.

## Біографія
Журналістська кар'єра Франсуа Буске охоплює кілька помітних ролей. З 1995 по 2002 рік він працював головним редактором видання L'Age d'Homme разом з Володимиром Дмитрієвичем, поділяючи його пристрасть до слов'янських літератур. Як журналіст дописував до різних журналів, включаючи Le Figaro Magazine, Valeurs actuelles та Le Spectacle du Monde.
З 2001 року Буске дописує до ультраправого журналу Éléments, а у вересні 2017 року став його головним редактором. Він тісно пов'язаний з Аленом де Бенуа і вважається видатною фігурою «Нових правих».
На додаток до своїх редакторських обов'язків, Буске займався медіапродакшеном, був ведучим та учасником таких програм, як Le + d'Éléments на TV Libertés та Orages de papier. З липня 2018 року він також очолює «Вільний журнал Нові праві» (фр. Libre journal de la Nouvelle Droite) на Радіо Куртуазії. Буске також брав участь у створенні таких фільмів, як «Ce monde ancien» та «Allez-y sans moi…» у 2017 році.
Як автор, Буске пише біографії та філософські праці. Серед його публікацій — біографія письменника Жана-Едерана Халльє у 2005 році та книга інтерв'ю з Аленом де Бенуа під назвою «Mémoire vive» у 2012 році. У 2017 році він також написав есе «Права рука Бюіссона» (фр. La Droite buissonnière), в якому досліджує Патріка Б'юссона.
У січні 2020 року Буске був нагороджений Prix des Lecteurs et Amis de Présent за есе «Мужність! Посібник з культурної партизанки» (фр. Courage ! Manuel de guérilla culturelle).